# Epitonium occidentale
Epitonium occidentale är en snäckart som först beskrevs av Henry Joseph Pierre Nyst 1871.  Epitonium occidentale ingår i släktet Epitonium och familjen vindeltrappsnäckor. Inga underarter finns listade i Catalogue of Life.